# Chiesa dei Santi Francesco e Chiara
La chiesa di San Francesco a Montughi è un luogo di culto cattolico che si trova a Firenze, in via dei Cappuccini 1, parte integrante del convento dei Cappuccini a Montughi.

## Chiesa
La chiesa attuale, consacrata nel 1623, fu trasformata alla fine del Settecento da Giuseppe Manetti e fu istituita quale parrocchia il 19 febbraio 1969.
L'interno ad aula unica con cappelle laterali è voltato a botte. Sugli altari si trovano pregevoli opere d'arte: l'Apparizione del Bambino a Sant'Antonio da Padova di Lorenzo Lippi, di efficace essenzialità figurativa, fu commissionata da Benedetto Dragomanni e probabilmente eseguita entro il 1659, il cui purismo e rigore formale unisce l'intento devozionale, il tono conventuale con il naturalismo delicato ed una attualizzazione della scena sacra, culminante nella scena dell'uomo che assiste alla scena scostando una tenda; la tela con le Stigmate di san Francesco sono invece un'opera dell'Empoli, firmata e datata 1602; il dipinto con il Beato Felice da Cantalice riceve Gesù Bambino dalla Madonna è di Giovan Battista Vanni.
All'altare maggiore, Crocifisso ligneo quattrocentesco, detto degli Umiliati, fino alla metà degli anni cinquanta del XX secolo affiancato da due pale poste sulle porte di accesso al coro, quella del Ligozzi a destra (oggi nel coro retrostante) e quella dell'Empoli a sinistra nella navata.
Nel coro dei frati, retrostante l'altar maggiore, si trovano: le quattro sagome lignee dei Dolenti che fino agli anni cinquanta del XX secolo attorniavano il crocifisso degli umiliati, opera cigolesca di incerta attribuzione; l'Annunciazione del Cigoli (1595), che fino agli stessi anni si trovava in una cappella della chiesa; lo Sposalizio di Santa Caterina da Siena con Gesù, opera di Jacopo Ligozzi che era collocata in origine a fianco dell'altare maggiore.
In questa chiesa fece i voti solenni Padre Sisto da Pisa, archivista della Provincia Toscana dei Frati Minori Cappuccini l'8 ottobre 1887 ed ebbe la residenza nel convento dei Cappuccini.

## Convento
Il convento, fondato nel 1359 dagli Umiliati, fu probabilmente, almeno in parte, demolito durante l'assedio di Firenze del 1529; soppressi gli Umiliati e ricostruito, passò agli Osservanti, per poi passare, per poco tempo, in mano ai Gesuiti. Nel 1572 Cosimo I lo ampliò e lo destinò ai Cappuccini.
Come le altre case religiose, anche il convento di Montughi venne soppresso due volte: la prima con decreto del 1º ottobre 1810, e la seconda il 15 febbraio 1867, ma i Cappuccini vi ritornarono sempre, rispettivamente, il 23 maggio 1814 e nel 1868.
Nel 1932 fu eretto il fabbricato prospiciente alla piazza. Una parte di esso fu destinata ai vecchi missionari tornati dall'estero, il primo piano fu adibito ad infermeria, il secondo piano ospitava le persone in visita al convento e vi si trovava la sede del Ministro Provinciale. Si prese cura dei lavori il Padre Felice dalla Porretta e furono molti i benefattori che parteciparono alle spese
Attualmente il convento è sede, oltre che della Curia Provinciale dei Frati Minori Cappuccini  Toscani, anche dell’Infermeria Provinciale, della Biblioteca, dell'Archivio, del Museo dei Cappuccini e dell'erboristeria aperta al pubblico, e ospita la locale parrocchia. Nei secoli ha ospitato diverse realtà: fino al settembre 1998 il Segretariato provinciale per le Missioni Estere; fino al 1967 lo Studio provinciale di S. Teologia, che vi ritornò tra il 1980 e il 1992; vi è stato inoltre un lanificio fino agli anni ’60 del secolo scorso e una tipografia fino agli anni novanta.

## Parrocchia

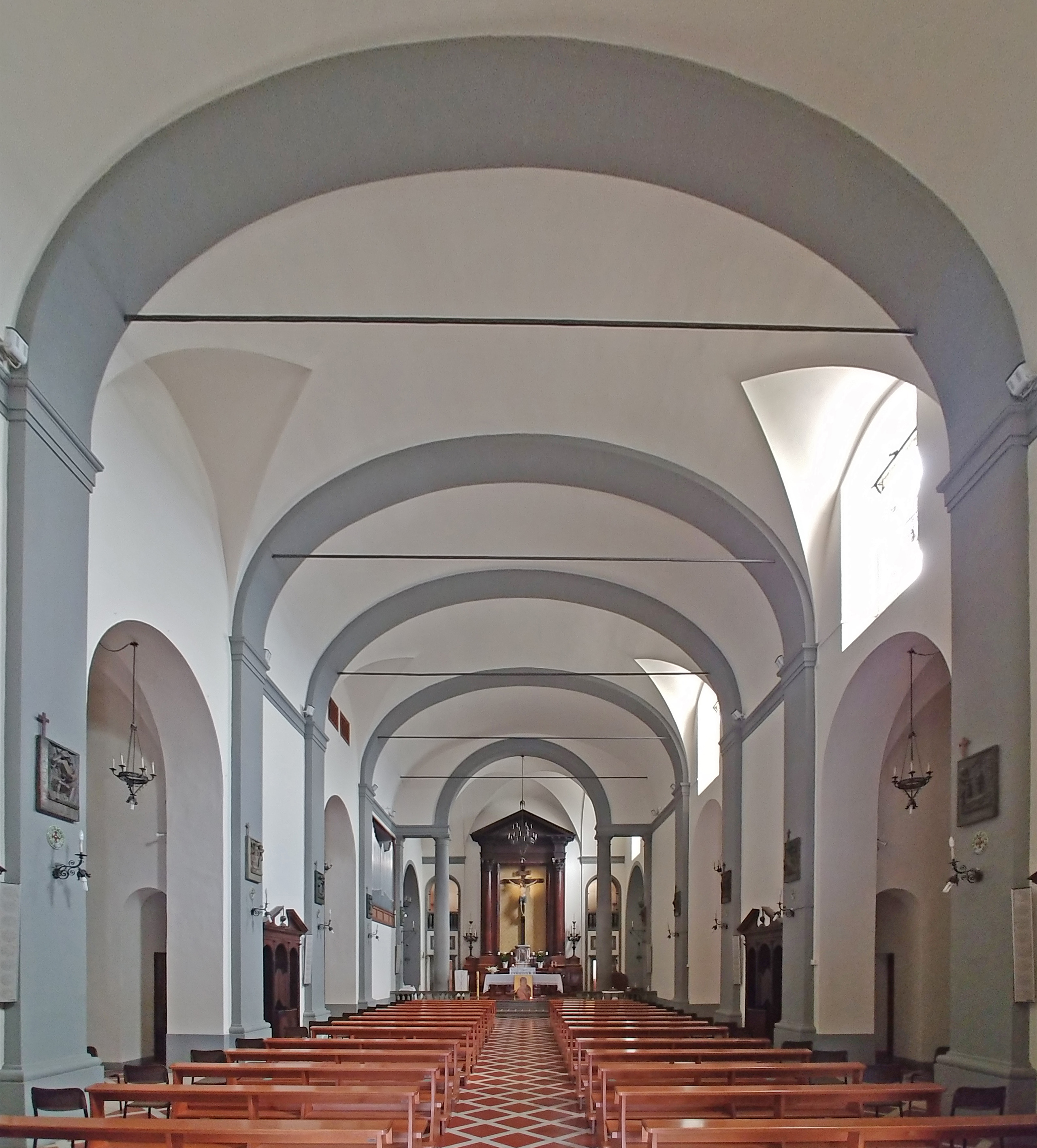
Interno della chiesa

Già dalla fine del XIX secolo la città di Firenze conobbe un intenso sviluppo edilizio, che comportò l'edificazione delle aree agricole fuori delle mura: nel primo dopoguerra la città era arrivata a lambire la collina dove sorge il convento, fino ad allora posto in aperta campagna. Dopo la seconda guerra mondiale lo sviluppo urbano finì col circondare il cenobio cappuccino da tutti i lati, con la cementificazione della collina nota come "Poggetto", e già dalla fine degli anni Cinquanta si iniziò a pensare di destinare la chiesa dei Cappuccini a uso parrocchiale: anche per questo alla fine degli anni Cinquanta la chiesa subì profondi interventi edilizi, con l'arretramento del presbiterio e la costruzione delle due cappelle a fianco di esso. Tuttavia solo nel 1969 fu istituita la parrocchia sotto il titolo dei Santi Francesco e Chiara, cui furono affidate porzioni del territorio competenti fino ad allora alle parrocchie di Santo Stefano in Pane e dell'Immacolata Concezione.
Il primo parroco fu fra Francesco Alpini cui seguirono fra Stanislao Livi, dal 1969 al 1992,  fra Giovanni Roncari, dal 1992 al 2012, fra Valerio Mauro, dal 2012 al 2016 fino all'attuale fra Mario Giovacchini.
La parrocchia all'ultimo censimento (2021) conta circa 5.600 anime.

## Cenacolo e Ordine Francescano Secolare (OFS)
Nel circuito del convento si trova anche la struttura nota come "Cenacolo del Terz'Ordine Francescano (TOF)",  edificato in forma di un palazzetto neo-medioevale: disegnato dall'architetto ingegnere De' Sangro e fu fondato nel 1924-1926 da Padre Clemente da Castel del Piano e da Padre Egidio da Castiglione, sorse come sede non solo della congregazione laicale suddetta, ma anche per ospitare al piano superiore il Museo Missionario Indiano che,  smantellato già negli anni Settanta del secolo scorso, raccoglieva molti oggetti provenienti dalle missioni cappuccini riguardanti il costume, la mitologia, l'industria ed anche la flora e la fauna delle Indie Orientali
Attualmente l'edificio, dopo aver ospitato il terziari francescani di Montughi seguiti all'epoca da padre Raimondo da Torrita (1928-1933), ospita l'attività di animazione missionaria dei Cappuccini Toscani.
L'Ordine Francescano Secolare ha trovato invece sede presso la casa della Gioventù Francescana (GiFra), locale costruito negli anni sessanta sempre nella proprietà del convento grazie all'opera di padre Michelangelo da Montale, e dove tutt'oggi svolge la propria attività.

## Altro
All'inizio della salita di via dei Cappuccini, su via Vittorio Emanuele II, si trova un Tabernacolo con un affresco del Perdono d'Assisi di Antonio Marini, eseguito nel 1854.